# لعيايطة أولاد كناو (أولاد كناو)
لعيايطة أولاد كناو هي إحدى مشيخات المملكة المغربية، تتبع جغرافيا لإقليم بني ملال وإداريًا لأولاد كناو. يقدر عدد سكانها بـ 6323 نسمة حسب الإحصاء الرسمي للسكان والسكنى لسنة 2004.